# Шишківці (Дністровський район)
Ши́шківці — село в Україні, у Вашковецькій сільській громаді Дністровського району Чернівецької області.

## Географія
Село Шишківці розташоване за 117 км від обласного центру та 33 км від районного центру. На південному-заході межує з селом Вашківці. Найближча залізнична станція від села — Васкауци (за 3,5 км). Через село пролягає автошлях територіального значення Т 2633

## Історія
Село засноване у 1924 році на землях поміщика, депутата Державної Думи Російської імперії I скликання від Бессарабської губернії Костянтина Казиміра, переселенцями з молдавського села Колінківці. 
Під час німецько-радянської війни у Червону армію було мобілізовано 108 односельчан, 46 не повернулися до рідних домівок, серед них сім’я Павлюків: батько Калин та два його сини: Самуїл і Микола. 
У 1952 році в селі побудовано нове приміщення школи. Першим директором навчального закладу був В. І. Маковей. Його закінчили 324 випускники, серед них 18 нагороджено золотими медалями. Г. Г. Мельник стала першою місцевою учителькою, Р. І. Майкан, О. І. Майкан закінчили Чернівецький медінститут, працюють лікарями у Німеччині, Є. Д. Кадельник — оперна співачка у Румунії, В. В. Домціцак — кандидат наук, президент відокремленого підрозділу Національної федерації самбо України «Одеська обласна федерація самбо НФСУ», Р. В. Домніцак — офіцер МВС України, голова Чернівецької районної ради, В. Г. Катринюк очолював радгосп «Дружба народів», до якого входили російське село Грубна, українське — Струмок, молдавське — Шишківці; І. В. Кукурудзяк — багаторічний сільський голова, а також голова громадської організації «Молдавани Бессарабії». У 1976 році в центрі села встановлено пам'ятник на честь односельчан, що полегли на фронтах Другої світової війни.
З 24 серпня 1991 року село у складі Незалежної України.
14 серпня 2015 року, в ході децентралізації, село увійшло до складу Вашковецької сільської громади. Об'єднання у громаду створило умови для формування ефективної роботи місцевої влади, яка зможе забезпечити комфортне та безпечне середовище для проживання людей.
17 липня 2020 року, в результаті адміністративно-територіальної реформи та ліквідації Сокирянського району, село увійшло до складу Дністровського району.

## Населення
За даними 2015 року в селі мешкало 1525 осіб.

### Мова
Розподіл населення за рідною мовою за даними перепису 2001 року:
| Мова            | Кількість | Відсоток |
| --------------- | --------- | -------- |
| румунська       | 1036      | 71.65%   |
| українська      | 384       | 26.55%   |
| російська       | 25        | 1.73%    |
| інші/не вказали | 1         | 0.07%    |
| Усього          | 1446      | 100%     |

## Пам'ятки
- Церква належить до триконхового типу[4].

## Особистості
Уродженці села:
- Катренюк Василь Георгійович — господарник, громадський діяч. Народився 20.11.1938 р., с. Шишківці, Хотинський повіт (нині — Дністровський район). Закінчив школу партійно-господарського активу (м. Івано-Франківськ) за фахом агроном, Київську Вищу партійну школу. Працював робітником у колгоспі, секретарем сільської ради села Шишківці, головою Вашковецької сільської ради, головою колгоспу «800 років Москви» (с. Грубна), у 1972—1974 рр. — директор міжколгоспного відгодівельного господарства, у 1974—1979 рр. — голова Сокирянської районної ради депутатів трудящих, у 1979—1986 рр. — директор радгоспу «Дружба народів», до якого входили село Грубна, молдавське Шишківці, українське Струмок. Обирався депутатом Шишківської, Вашковецької сільських рад, Сокирянської районної, Чернівецької обласної рад. Нагороджений медаллю «За трудову доблесть». Помер 30.12.2018 року в с. Шишківці.
- Кукурузяк Іван Васильович — український історик, Почесний ветеран Буковини, громадсько-політичний діяч. Народився 28.10.1950 р., с. Шишківці. Закінчив Чернівецьке МПТУ № 4, Чернівецький держуніверситет (1983), викладач історії та суспільствознавства. Працював у колгоспі «Маяк», служив у радянській армії, у 1971—1975 рр. — директор Будинку культури сіл Вашківці та Шишківці, секретар виконкому сільради села Шишківці, секретар комітету комсомолу радгоспу «Дружба народів», 1977—1980 рр. — голова виконкому Шишковецької сільської ради депутатів трудящих, 1980—1990 рр. — секретар парткому радгоспу «Дружба народів», 1990—2010 рр. — Шишковецький сільський голова, з 2007 року — голова первинної ветеранської організації с. Шишківці. Член виконкому Вашковецької ОТГ, голова ГО «Молдавани Бессарабії», керівник фольклорного ансамблю «Хора» Шишковецького будинку культури. Нагороджений Почесною грамотою Верховної Ради України, почесною грамотою Чернівецької ОДА, ювілейною медаллю «10 років незалежності України», відзнакою «Почесний ветеран Буковини».